# Limfom folicular
Limfomul folicular (LF) este un cancer care implică anumite tipuri de globule albe cunoscute sub numele de limfocite. Cancerul provine din diviziunea necontrolată a unor tipuri specifice de celule B cunoscute sub numele de centrocite și centroblaste . Aceste celule ocupă în mod normal foliculii (vârtejuri nodulare alcătuite din diferite tipuri de limfocite) din centrele germinative ale țesuturilor limfoide, cum ar fi ganglionii limfatici. Celulele canceroase din LF formează de obicei structuri foliculare sau asemănătoare foliculilor (vezi figura alăturată) în țesuturile pe care le invadează. Aceste structuri sunt de obicei caracteristica histologică dominantă a acestui cancer.
Există câteva sinonime învechite pentru LF, cum ar fi limfom CB/CC (limfom centroblastic și centrocitar), limfom nodular, Boala Brill-Symmers, precum și subtipul limfom folicular cu celule mari. În SUA și Europa, această boală este a doua cea mai frecventă formă de limfoame non-Hodgkin, depășită doar de limfomul difuz cu celule B mari. LF reprezintă 10-20% din limfoamele non-Hodgkin, cu aproximativ 15.000 de cazuri noi diagnosticate în fiecare an în SUA și Europa. Studii recente indică faptul că LF are o prevalență asemănătoare și în Japonia.
LF este o entitate clinică extrem de complexă, cu o gamă largă de manifestări care nu au fost încă pe deplin sistematizate.  Este de obicei precedată de o tulburare precanceroasă benignă în care centrocite și/sau centroblaste anormale se acumulează în țesutul limfoid. Ele pot circula apoi în sânge, determinând o afecțiune asimptomatică numită neoplazie limfoidă in situ de tip limfom folicular (in situ follicular lymphoma, ISFL). Un mic procent din aceste cazuri progresează la FL.  Cel mai frecvent, totuși, FL se prezintă ca o umflare a ganglionilor limfatici la nivelul gâtului, axilelor și/sau în regiunea inghinală. Mai rar, se prezintă ca un cancer al tractului gastrointestinal, la copii ca un cancer care implică țesuturi limfoide ale zonei capului și gâtului (de exemplu amigdalele), sau una sau mai multe mase în țesuturile non-limfoide precum testiculele.
LF are de obicei o evoluție lentă, care se menține nemodificată ani de zile.  Cu toate acestea, în fiecare an, 2-3%  din cazurile de LF progresează la o formă mai agresivă: la așa-numitul LF de grad 3B, la un limfom difuz cu celule B mari sau la un alt tip de cancer agresiv cu celule B. Aceste limfoame foliculare transformate (transformed follicular lymphoma, t-FL) sunt în esență incurabile.  Cu toate acestea, progresele recente în tratamentul t-FL (de exemplu, adăugarea la chimioterapia standard a agenților cum ar fi rituximab) au îmbunătățit timpul general de supraviețuire. Aceste regimuri mai noi pot, de asemenea, să întârzie transformarea FL în t-FL.  Progrese suplimentare în înțelegerea FL pot duce la îmbunătățiri suplimentare în tratarea bolii.  

### Alterări genomice
Progresia LF in situ la LF și a acestuia la t-FL par să implice acumularea unui număr tot mai mare de modificări genomice (adică anomalii cromozomiale și mutații genetice) în precursorii celulelor B implicați în această boală. Cel puțin unele dintre aceste modificări par să cauzeze supraexpresia sau subexpresia produselor genelor care reglează susceptibilitatea acestor celule de a dezvolta alte modificări genomice, de a supraviețui, de a prolifera și/sau de a se răspândi în alte țesuturi. În consecință, mai multe clone de celule B prezintă tot mai multe modificări genomice și dezvoltă un comportament malign. Nicio modificare genomică nu pare a fi de una singură responsabilă pentru dezvoltarea fiecărei forme din spectrul LF. Mai degrabă, această progresie în mai multe etape este rezultatul interacțiunilor dintre multiplele modificări genomice. 

#### Limfomul folicularin situ
Limfomul folicular in situ este o acumulare de celule B monoclonale (adică celule descendente dintr-o singură celulă ancestrală) în centrii germinali ai țesutului limfoid. Aceste celule poartă în mod obișnuit o anomalie genomică patologică, adică o translocație între poziția 32 pe brațul lung  al cromozomului 14 și poziția 21 pe brațul lung al cromozomului 18. Această translocare, notată t(14:18)(q32:q21), juxtapune gena B-cell lymphoma 2⁠(d) ( BCL2) de pe cromozomul 18 cu poziția q21.33 aproape de locusul lanțului greu al imunoglobulinei (IGH@) de pe cromozomul 14 cu poziția q21. În consecință, este supraexprimat produsul genei BCL2, anume proteina Bcl-2, un regulator al apoptozei. Funcția Bcl-2 este inhibiția morții celulare programate, prelungind astfel supraviețuirea celulară. Supraexprimarea Bcl2 în celulele B ale ISFL este considerată a fi un factor critic în acumularea modificărilor patologice și progresia malignă.  Un număr mic (de exemplu, 1 din 100.000) de celule sanguine nucleate circulante care poartă această translocație se găsesc la 50-67% dintre indivizii sănătoși, iar prevalența acesteia crește cu vârsta și anii de fumat tutun. Deoarece majoritatea persoanelor cu această translocare în celulele lor sanguine nu dezvoltă ISFL, translocația t(14:18)(q32:q21), cu toate că prelungește supraviețuirea celulelor, trebuie să fie doar un pas în dezvoltarea ISFN. Se presupune că această translocare are loc în timpul dezvoltării timpurii a celulelor B imature ale măduvei osoase (adică celule pre-B/celule pro-B), după care aceste celule circulă liber și, în cazuri rare, se acumulează și se maturizează în centrocite și/sau centroblaste în centrii germinali ai foliculilor limfoizi, unde formează ISFL. Mecanismul care favorizează această localizare și acumularea ulterioară de limfocite modificate este neclar. 
Persoanele cu ISFL progresează la FL cu o rată de 2-3%/an timp de cel puțin 10 ani după diagnostic.  Această progresie implică probabil achiziția de aberații genomice suplimentare pe lângă translocarea t(14:18)q32:q21) în celulele B ale ISFL. Mutațiile suspecte implică următoarele gene: 1) EZH2 (codifică proteina  familiei polycomb repressive complex 2 care reprimă transcripției a diferitelor gene  și se găsește în până la 27% din cazurile FL);  2) CREBBP (codifică proteina de legare a CREB care contribuie la activarea diferitelor gene  ); 3) TNFSF14 (codifică membrul 14 al superfamiliei factorului de necroză tumorală, care poate funcționa ca factor co-stimulator pentru activarea celulelor limfoide   ); și 4) KMT2D (codifică histon-lizin-N-metiltransferaza 2D, o histon-metiltransferază care reglează expresia diferitelor gene). ISFL poate dobândi, de asemenea, multiple variații ale numărului de copii (adică dublări și deleții ale unei porțiuni a unui cromozom împreună cu genele conținute în acesta) care pot contribui la FL. În orice caz, numărul de anomalii genetice dobândite în celulele B ale ISFL este mult mai mic decât cel din FL. 